# 利工民

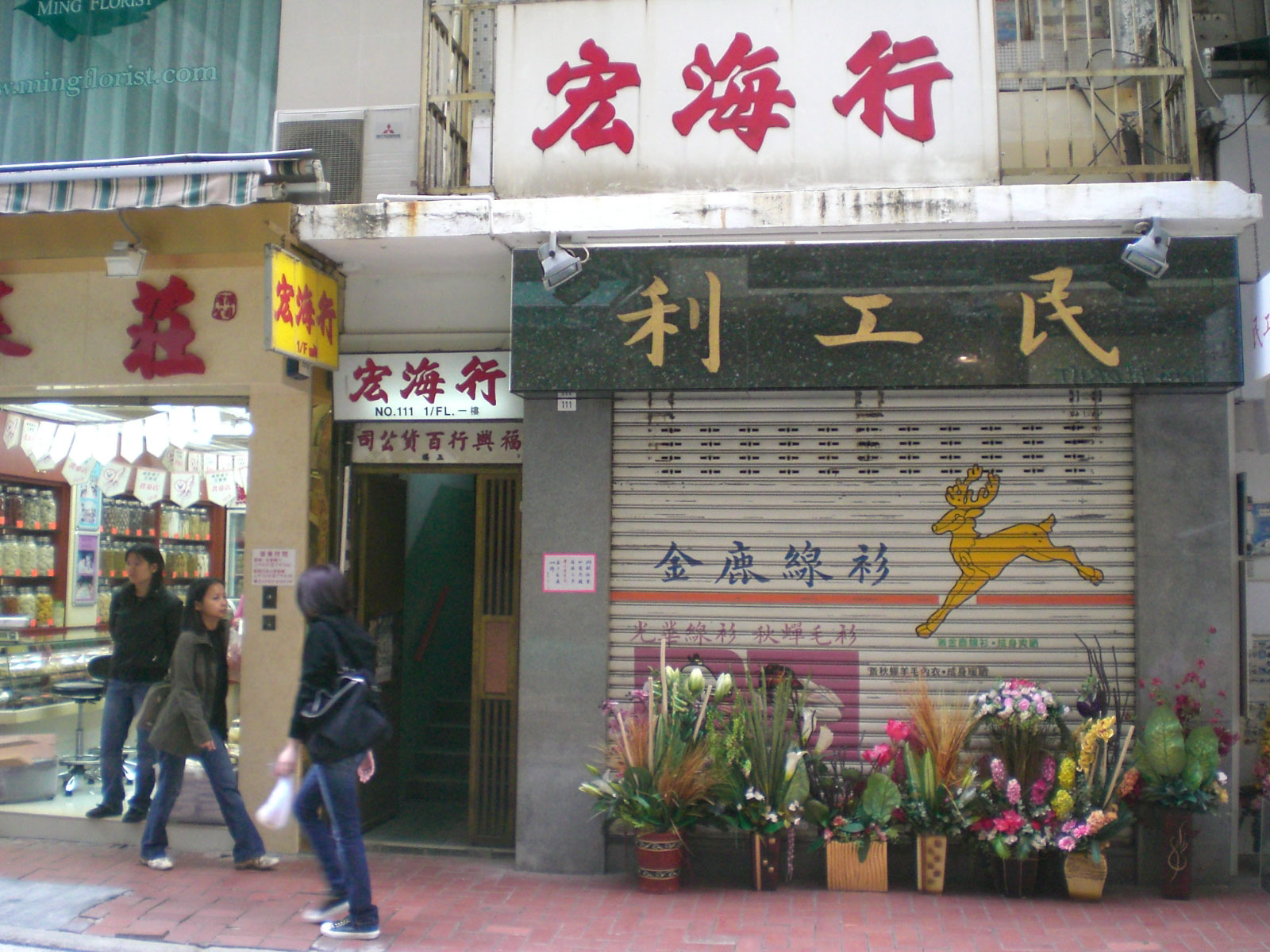
利工民的上環永樂街門市部（現已結業）

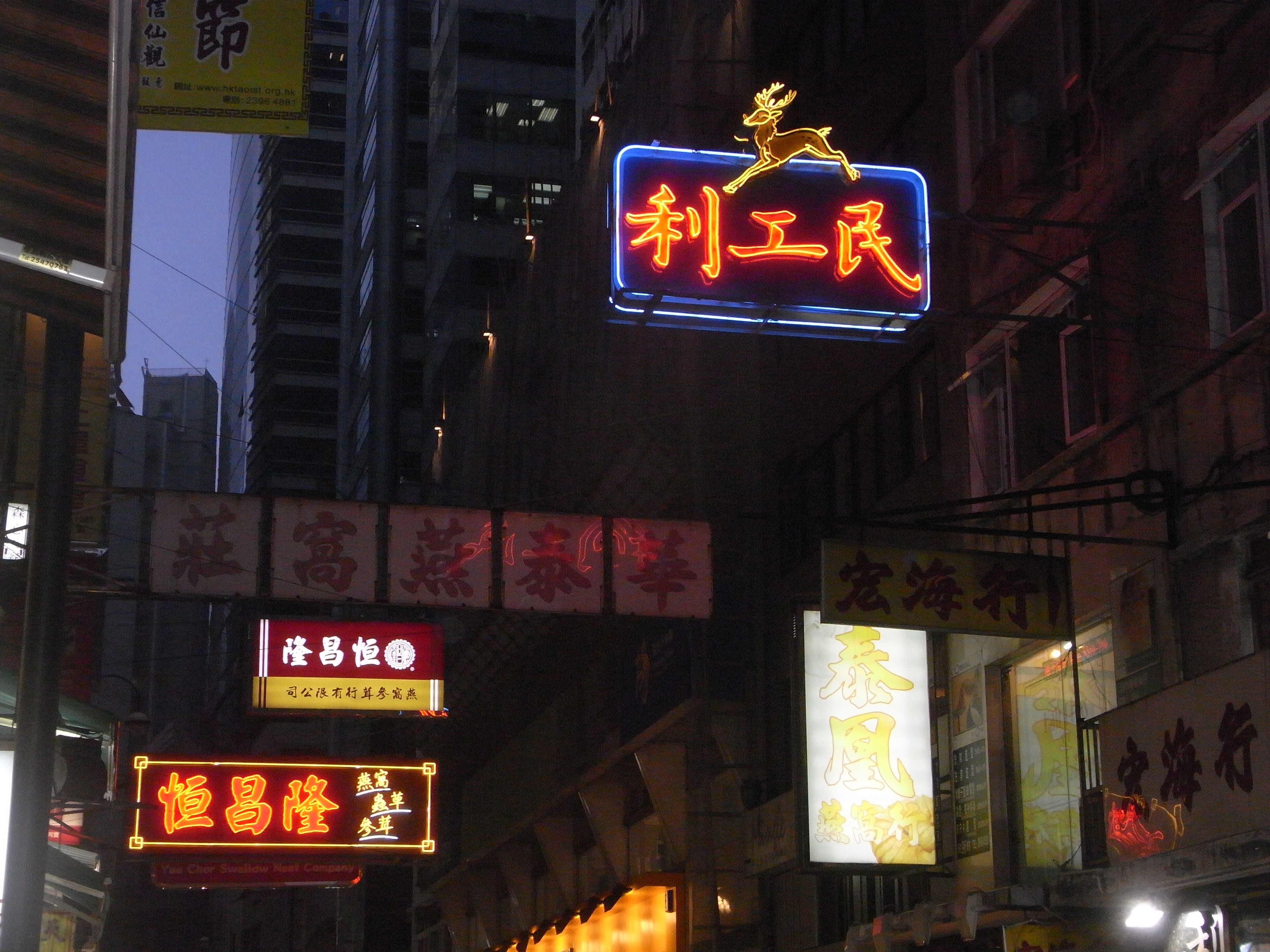
上環永樂街門市部（現已結業）的霓虹燈招牌

利工民是一間歷史悠久的內衣服裝品牌織造廠，其創辦人為馮薵如，始創自1923年的廣州，後於香港設廠，其出品有金鹿籃鹿、光華及秋蟬羊毛內衣等。以生產十四年精緻襪和鹿牌線仔衫行銷國內外，享有很高聲譽。

## 歷史
創始時僅生產三個骨（Quarter譯音，即中統）線仔襪，經過幾年後才增資添置設備以生產鹿牌線仔衫，線仔就是向外國進口高質標準的洋線。利工民所謂十四年精緻襪是紀念創制於民國14年，其在長時期內佔據了襪類桂冠。
在李小龍和周星馳的功夫電影中，常穿著類似利工民汗衫。
現時，利工民於香港出售的線衫，最高規格達120支（4·9號）雙股紗；而國內生產的線衫最高規格是100支（5·8號）雙股紗。
香港的線衫生產線只有內衣，沒有內褲；而國內則有生產100支線仔的男裝內褲。

## 廣州店鋪
1949年中共建政後開始對私營企業進行「生产资料所有制的社会主义改造」，大搞「公私合營」，廣州的店鋪和商標均被充公。改革開放後，恢復廣州利工民品牌，現為廣州輕工集團成員。

## 英文名稱
利工民在香港和海外的英文名稱是始創時傳統的粵式郵政式拼音。而廣州被充公企業「廣州利工民實業公司」按照當局的意思在1949年後改成汉语拼音：，與很多國有企業的做法相同。

## 經典廣告
香港電視廣告對白：「將軍！」、「好熱呀！」、「著了利工民，再不用怕被人將軍啦。」這成了老香港對利工民的集體回憶。在李小龍和周星馳的功夫電影中，常穿著類似利工民汗衫。

## 外部連結
- 香港利工民織造廠官方網址（页面存档备份，存于）
- 廣州利工民實業官方網址（页面存档备份，存于）
- 利工民經典電視廣告之一（页面存档备份，存于）